# Liste de records du monde du relais féminin 3 000 mètres en patinage de vitesse sur piste courte
Cette page contient l'historique des records du monde du relais féminin 3 000 m en patinage de vitesse sur piste courte tels qu'ils sont reconnus par l'Union internationale de patinage.
| Pays         | Participantes                                                          | Temps          | Date              | Lieu           |
| ------------ | ---------------------------------------------------------------------- | -------------- | ----------------- | -------------- |
| Italie       | Cristina Sciolla Barbara Mussio Maria Rosa Candido Gabriella Monteduro | 4 min 47 s 28  | 17 janvier 1988   | Budapest       |
| Italie       | Cristina Sciolla Barbara Mussio Maria Rosa Candido Gabriella Monteduro | 4 min 45 s 88  | 24 février 1988   | Calgary        |
| Japon        |                                                                        | 4 min 42 s 23  | 10 octobre 1988   | Nobeyama       |
| Italie       | Cristina Sciolla Gabriella Monteduro Marinella Canclini Ketty LaTorre  | 4 min 41 s 09  | 3 février 1991    | Budapest       |
| Chine        |                                                                        | 4 min 33 s 82  | 16 novembre 1991  | Albertville    |
| Chine        |                                                                        | 4 min 33 s 49  | 17 novembre 1991  | Albertville    |
| Chine        |                                                                        | 4 min 32 s 40  | 13 décembre 1992  | Pékin          |
| Canada       | Nathalie LambertIsabelle Charest Angela Cutrone Christine Boudrias     | 4 min 26 s 56  | 28 mars 1993      | Pékin          |
| Chine        |                                                                        | 4 min 24 s 68  | 19 mars 1995      | Gjøvik         |
| Chine        |                                                                        | 4 min 23 s 13  | 6 février 1996    | Harbin         |
| Italie       | Marinella CancliniKatia Colturi Mara Urbani Barbara Baldissera         | 4 min 21 s 50  | 3 mars 1996       | La Haye        |
| Corée du Sud |                                                                        | 4 min 18 s 080 | 1er décembre 1996 | Pékin          |
| Corée du Sud |                                                                        | 4 min 17 s 630 | 8 décembre 1996   | Pékin          |
| Corée du Sud | An Sang-miChun Lee-kyung Kim Yoon-mi Won Hye-kyung                     | 4 min 16 s 260 | 17 février 1998   | Nagano         |
| Chine        |                                                                        | 4 min 13 s 541 | 19 octobre 2001   | Calgary        |
| Corée du Sud | Choi Min-kyungJoo Min-jin Park Hye-won Choi Eun-kyung                  | 4 min 12 s 793 | 20 février 2002   | Salt Lake City |
| Chine        | Cheng XiaoleiFu Tianyu Wang Meng Wang Wei                              | 4 min 11 s 802 | 18 octobre 2003   | Calgary        |
| Corée du Sud | Byun Chun-sa Choi Eun-kyung Kim Min-jee Ko Gi-hyun                     | 4 min 11 s 742 | 19 octobre 2003   | Calgary        |
| Corée du Sud | Jung Eun-ju Park Seung-hi Shin Sae-bom Yang Shin-young                 | 4 min 9 s 938  | 10 février 2008   | Salt Lake City |
| Chine        | Liu Qiuhong Wang Meng Zhang Hui Zhou Yang                              | 4 min 7 s 179  | 18 octobre 2008   | Salt Lake City |
| Chine        | Sun Linlin Wang Meng Zhang Hui Zhou Yang                               | 4 min 6 s 610  | 24 février 2010   | Vancouver      |
| Corée du Sud | Cho Ha-ri Kim Min-jung Park Seung-hi Shim Suk-hee                      | 4 min 6 s 366  | 9 décembre 2012   | Shanghai       |
| Corée du Sud | Park Seung-hi Kim Alang Shim Suk-hee Cho Ha-ri                         | 4 min 6 s 215  | 17 novembre 2013  | Kolomna        |
| Corée du Sud | Choi Min-jeong Shim Suk-hee Noh Do-hee Kim Geonhee                     | 4 min 5 s 350  | 6 novembre 2016   | Calgary        |
| Corée du Sud | Choi Min-jeong Shim Suk-hee Kim Geonhee Kim Ji-yoo                     | 4 min 4 s 222  | 12 novembre 2016  | Salt Lake City |
| Pays-Bas     | Suzanne Schulting Yara van Kerkhof Lara van Ruijven Jorien ter Mors    | 4 min 3 s 471  | 20 février 2018   | Pyeongchang    |
| Pays-Bas     | Suzanne Schulting Yara van Kerkhof Selma Poutsma Xandra Velzeboer      | 4 min 2 s 809  | 23 octobre 2021   | Pékin          |